# Arnold Geissbühler
Arnold Geissbühler (* 9. August 1897 in Delémont, Bern, heute Jura; † 25. September 1993 in Dennis, Massachusetts) war ein Schweizer Bildhauer, der ab 1933 in den USA lebte und arbeitete.

## Leben
Arnold Geissbühler wurde in der damals noch bernischen Stadt Delémont (Delsberg) als Sohn des aus Lauperswil stammenden selbstständig erwerbenden Bäckers Frédéric Geissbühler und dessen Frau Rosa geboren. Er besuchte die Kunstgewerbeschule Zürich. Nach einer Berufslehre als Bildhauer arbeitete er bis 1919 beim Schweizer Künstler Otto Münch. In Paris belegte er Kurse an der Académie Julian und dann an der Académie de la Grande Chaumière. 1921 bis 1924 zählte er zu den Studenten von Antoine Bourdelle, dessen Assistent er wurde. 1921 besuchte er Toledo und Madrid. 1922 erwarb das Kunstmuseum Bern an der Exposition Jurassienne in Delémont ein erstes Werk des jungen Künstlers. Der Kanton Bern bezahlte ihm ein dreijähriges Förderstipendium.
Gleichaltrige Künstler, mit denen Geissbühler in Paris befreundet war, waren Alberto Giacometti, Otto Charles Bänninger oder der Tessiner Niccolo Pitchen (1901–1990). 1923 erhielt Geissbühler von der französischen Gemeinde Somloire den Auftrag zur Gestaltung eines Denkmals für die Gefallen des Ersten Weltkrieges, das den Namen Aux enfants de Somloire morts pour la France passant souviens-toi und die Namen der getöteten Soldaten tragen würde. Als Modell für die Skizzen und ein in Ton angefertigtes Modell im Winter 1923/1924 konnte er Alberto Giacometti gewinnen, der als Soldat in Uniform, mit Helm und Gewehr posierte. 1924 bis 1926 folgten Beiträge zum Salons des Indépendants. An der Adresse 4 Rue de la Grande Chaumière bezog er ein Atelier.
1927 heiratete er seine Mitstudentin Elisabeth Chase in Boston und kehrte nach Paris zurück. 1928 wurde die Tochter Mirande geboren. Es folgten Ausstellungen am Whitney Studio (1928), der Kraushaar Gallery (1929) und 1929/1930 eine Lehrtätigkeit an der New York School of Design.
Ab dem Jahr 1933 lebte er dauerhaft in den Vereinigten Staaten, zunächst in Dennis auf Cape Cod, wo seine Tochter Christine zur Welt kam. 1934 stellte er an der Goodman-Walker Gallery in Boston aus. 1934–1937 wohnte er in Provincetown. 1936–1942 nahm er eine Stelle an der Stuart School in Boston an. 1937 folgte eine weitere Einzelausstellung am Farnsworth Museum des Wellesley College. 1937–1946 machte er die Universitätsstadt Cambridge (Massachusetts) zum neuen Wohnort, von wo er bis 1958 an das Wellesley College pendelte, das ihn als Lehrer für Zeichnen und Skulptur beschäftigte.
Im Zweiten Weltkrieg war er 1942–1945 Schweisser im Schiffsbau bei Fore River Shipyards. Ab 1946 verlegte er seinen Lebensmittelpunkt nach New York, nach mehreren Aufenthalten in Frankreich zog er sich 1970 auf sein Anwesen Scargo Pines in Dennis zurück. Er ist im Brewster Cemetery in Barnstable beerdigt.